# Baie Beaufort
La baie Beaufort (en espagnol : bahia Beaufort est une baie située dans la région de Magallanes et de l'Antarctique chilien, au Chili. La baie Beaufort se trouve au nord-ouest de la péninsule Muñoz Gamero et au sud de l'île Manuel Rodriguez, à l'extrémité occidentale du détroit de Magellan. La canal Smyth et le canal Sargazos débouchent dans la baie.